# Équipe des Pays-Bas féminine de handball
Maillots
Dernière mise à jour : 5 mai 2023.
L'équipe des Pays-Bas féminine de handball représente la Association néerlandaise de handball lors des compétitions internationales aux Jeux olympiques, aux championnats du monde et aux championnats d'Europe. 
Depuis 2015 où elle obtient sa première médaille sur la scène internationale en étant finaliste du championnat du monde, elle atteint 5 fois de suite les demi-finales des compétitions internationales auxquelles elle participe, remportant 4 médailles. Avec le sélectionneur français Emmanuel Mayonnade à sa tête, les Néerlandaises remportent ensuite le Championnat du monde 2019.

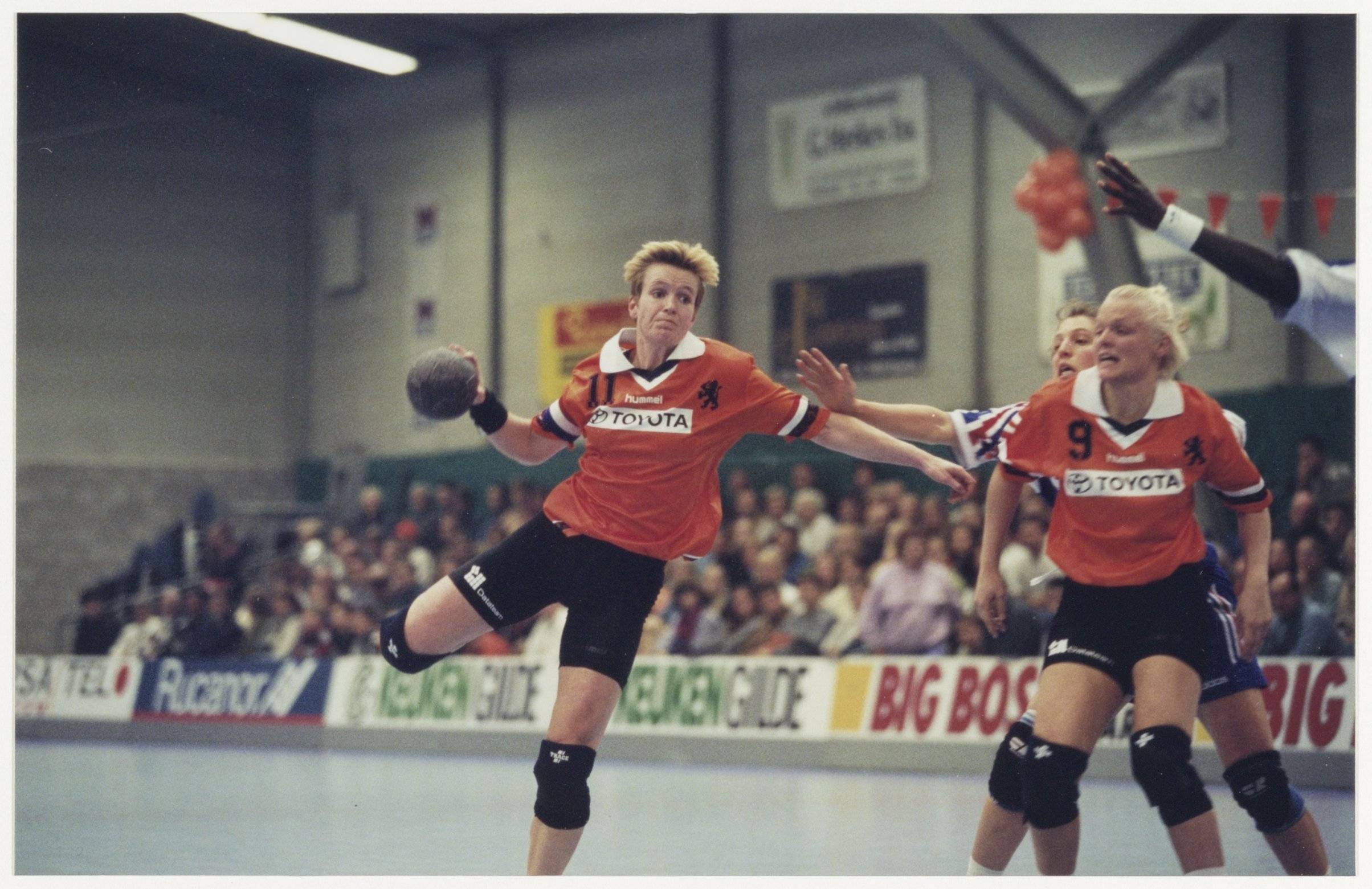
Match de handball entre les Pays-Bas et la France en novembre 1997 : Véronique Pecqueux-Rolland tente de défendre face à Martine Hekman, au bloc, et Nicole Vaasen, au tir.

## Palmarès
Jeux olympiques
- 4e en 2016

Championnats du monde
- en 2019
- en 2015
- en 2017

Championnats d'Europe
- en 2016
- en 2018

## Parcours détaillé
| Parcours aux Jeux olympiques - 1976 à 2012 : Non qualifiée - 2016 : 4e - 2020 : 5e - 2024 : qualif. à venir Parcours aux Championnats d'Europe - 1994 : Non qualifiée - 1996 : Non qualifiée - 1998 : 10e - 2000 : Non qualifiée - 2002 : 14e - 2004 : Non qualifiée - 2006 : 15e - 2008 : Non qualifiée - 2010 : 8e - 2012 : Forfait - 2014 : 9e - 2016 : Finaliste - 2018 : 3e - 2020 : 6e - 2022 : qualifiée - 2024 : qualif. à venir | Parcours aux Championnats du monde - 1957 à 1965 : Non qualifiée - 1971 : 8e - 1973 : 12e - 1978 : 9e - 1986 : 10e - 1990 à 1997 : Non qualifiée - 1999 : 10e - 2001 : 14e - 2005 : 5e - 2007 : Non qualifiée - 2009 : Non qualifiée - 2011 : 15e - 2013 : 13e - 2015 : Finaliste - 2017 : 3e - 2019 : Vainqueur - 2021 : 9e - 2023 : qualifiée - 2025 : qualifiée (pays hôte) |

## Effectifs

### Effectif actuel
L'effectif de l'équipe Jeux olympiques de 2024 est :

## Personnalités liées à la sélection

### Tableau des médailles
| Sélectionneur      | CM15                     | JO16 | CE16                      | CM17                      | CE18                       | CM19                 |
| ------------------ | ------------------------ | ---- | ------------------------- | ------------------------- | -------------------------- | -------------------- |
| Henk Groener       | Médaille d'argent, monde | 4e   |                           |                           |                            |                      |
| Helle Thomsen      |                          |      | Médaille d'argent, Europe | Médaille de bronze, monde | Médaille de bronze, Europe |                      |
| Emmanuel Mayonnade |                          |      |                           |                           |                            | Médaille d'or, monde |

| Joueuse               | CM15                     | JO16 | CE16                      | CM17                      | CE18                       | CM19                 |
| --------------------- | ------------------------ | ---- | ------------------------- | ------------------------- | -------------------------- | -------------------- |
| Sanne Hoekstra (en)   | Médaille d'argent, monde |      |                           |                           |                            |                      |
| Marieke van der Wal   | Médaille d'argent, monde |      |                           |                           |                            |                      |
| Michelle Goos         | Médaille d'argent, monde | 4e   | Médaille d'argent, Europe |                           |                            |                      |
| Sanne van Olphen      | Médaille d'argent, monde | 4e   | Médaille d'argent, Europe |                           |                            |                      |
| Yvette Broch          | Médaille d'argent, monde | 4e   | Médaille d'argent, Europe | Médaille de bronze, monde |                            |                      |
| Nycke Groot           | Médaille d'argent, monde | 4e   | Médaille d'argent, Europe | Médaille de bronze, monde | Médaille de bronze, Europe |                      |
| Lynn Knippenborg      | Médaille d'argent, monde |      | Médaille d'argent, Europe | Médaille de bronze, monde | Médaille de bronze, Europe |                      |
| Lois Abbingh          | Médaille d'argent, monde | 4e   | Médaille d'argent, Europe | Médaille de bronze, monde | Médaille de bronze, Europe | Médaille d'or, monde |
| Debbie Bont           | Médaille d'argent, monde |      | Médaille d'argent, Europe | Médaille de bronze, monde | Médaille de bronze, Europe | Médaille d'or, monde |
| Kelly Dulfer          | Médaille d'argent, monde | 4e   | Médaille d'argent, Europe | Médaille de bronze, monde | Médaille de bronze, Europe | Médaille d'or, monde |
| Jessy Kramer          | Médaille d'argent, monde |      | Médaille d'argent, Europe | Médaille de bronze, monde | Médaille de bronze, Europe | Médaille d'or, monde |
| Angela Malestein      | Médaille d'argent, monde | 4e   | Médaille d'argent, Europe | Médaille de bronze, monde | Médaille de bronze, Europe | Médaille d'or, monde |
| Estavana Polman       | Médaille d'argent, monde | 4e   | Médaille d'argent, Europe | Médaille de bronze, monde | Médaille de bronze, Europe | Médaille d'or, monde |
| Martine Smeets        | Médaille d'argent, monde | 4e   |                           | Médaille de bronze, monde | Médaille de bronze, Europe | Médaille d'or, monde |
| Danick Snelder        | Médaille d'argent, monde | 4e   | Médaille d'argent, Europe | Médaille de bronze, monde |                            | Médaille d'or, monde |
| Laura van der Heijden | Médaille d'argent, monde | 4e   | Médaille d'argent, Europe | Médaille de bronze, monde | Médaille de bronze, Europe | Médaille d'or, monde |
| Tess Wester           | Médaille d'argent, monde | 4e   | Médaille d'argent, Europe | Médaille de bronze, monde | Médaille de bronze, Europe | Médaille d'or, monde |
| Jurswailly Luciano    |                          | 4e   |                           |                           |                            |                      |
| Jasmina Janković      |                          | 4e   | Médaille d'argent, Europe | Médaille de bronze, monde |                            |                      |
| Maura Visser          |                          |      | Médaille d'argent, Europe |                           | Médaille de bronze, Europe |                      |
| Angela Steenbakkers   |                          |      |                           | Médaille de bronze, monde |                            |                      |
| Pearl van der Wissel  |                          |      |                           | Médaille de bronze, monde |                            |                      |
| Charris Rozemalen     |                          |      |                           | Médaille de bronze, monde | Médaille de bronze, Europe |                      |
| Delaila Amega         |                          |      |                           |                           | Médaille de bronze, Europe | Médaille d'or, monde |
| Rinka Duijndam        |                          |      |                           |                           | Médaille de bronze, Europe | Médaille d'or, monde |
| Merel Freriks         |                          |      |                           |                           | Médaille de bronze, Europe | Médaille d'or, monde |
| Dione Housheer        |                          |      |                           |                           | Médaille de bronze, Europe | Médaille d'or, monde |
| Inger Smits           |                          |      |                           |                           | Médaille de bronze, Europe | Médaille d'or, monde |
| Annick Lipman (en)    |                          |      |                           |                           |                            | Médaille d'or, monde |
| Larissa Nüsser (en)   |                          |      |                           |                           |                            | Médaille d'or, monde |
| Bo van Wetering (en)  |                          |      |                           |                           |                            | Médaille d'or, monde |

### Joueuses distinguées
Sept joueuses néerlandaises ont été nommées dans l'équipe-type d'une compétition internationale :
- Meilleure joueuse (2)
  - Nycke Groot, élue meilleure joueuse du Championnat d'Europe 2016
  - Estavana Polman, élue meilleure joueuse du Championnat du monde 2019
- Meilleure marqueuse (1)
  - Lois Abbingh, meilleure marqueuse du Championnat du monde 2019 avec 71 buts
- Élue dans l'équipe-type (7)
  - Pearl van der Wissel, élue meilleure arrière gauche du Championnat du monde 2005
  - Tess Wester, élue meilleure gardienne de but du Championnat du monde 2015 et du Championnat du monde 2019
  - Nycke Groot, élue meilleure demi-centre du Championnat d'Europe 2016
  - Yvette Broch, élue meilleure pivot du Championnat d'Europe 2016 et du Championnat du monde 2017
  - Lois Abbingh, élue meilleure arrière gauche du Championnat du monde 2017
  - Kelly Dulfer, élue meilleure joueuse en défense du Championnat d'Europe 2018
  - Estavana Polman, élue meilleure demi-centre du Championnat du monde 2019

### Statistiques
Les statistiques au 5 mai 2023 sont, :
- Les joueuses toujours en activité sont surlignées en bleu.

|    | Joueuse                   | Période   | Sélections | Buts |
| -- | ------------------------- | --------- | ---------- | ---- |
| 1  | Laura Robben (nl)         | 1982-1998 | 320        | 10   |
| 2  | Diane Lamein              | 1996-2012 | 302        | 623  |
| 3  | Laura van der Heijden     | 2007-     | 251        | 754  |
| 4  | Monique Feijen            | 1994-2008 | 246        | 591  |
| 5  | Carla Kleintjens          | 1982-1994 | 225        | 756  |
| 6  | Pearl van der Wissel      | 1999-2012 | 217        | 560  |
| 7  | Debbie Bont               | 2009-2023 | 216        | 425  |
| 8  | Diane Roelofsen-Ordelmans | 1994-2005 | 212        | 300  |
| 9  | Natasja Burgers           | 1993-2006 | 209        | 559  |
| 10 | Olga Assink               | 1995-2005 | 203        | 954  |

|    | Joueuse               | Période   | Buts | Sélections | Moy. |
| -- | --------------------- | --------- | ---- | ---------- | ---- |
| 1  | Olga Assink (nl)      | 1995-2005 | 954  | 203        | 4,69 |
| 2  | Lois Abbingh          | 2009-     | 794  | 181        | 4,38 |
| 3  | Laura van der Heijden | 2007-     | 754  | 251        | 3,00 |
| 4  | Carla Kleintjens      | 1982-1994 | 756  | 225        | 3,36 |
| 5  | Saskia Mulder         | 1994-2007 | 627  | 176        | 3,56 |
| 6  | Diane Lamein          | 1996-2012 | 623  | 302        | 2,06 |
| 7  | Monique Feijen        | 1994-2008 | 591  | 246        | 2,40 |
| 8  | Estavana Polman       | 2005-     | 566  | 158        | 3,79 |
| 9  | Pearl van der Wissel  | 1999-2012 | 560  | 221        | 2,58 |
| 10 | Natasja Burgers       | 1993-2006 | 559  | 209        | 2,67 |

### Sélectionneurs
- Toon Wijdeveld : de 1956 à 1957
- Paul Broere : de 1960
- Jan Kloen : de 1961 à 1966, 1968
- Jaroslav Mráz : de 1968 à 1971
- Jo Gerris : de 1971 à 1973
- Jan Alma : de 1973 à 1974
- Heinz Henneberg : de 1974 à 1975
- George van Noesel : de 1975 à 1976
- Jan Alma : de 1976 à 1978
- Simon Flendrie : en 1979
- Ilona Venema-Ignácz : de 1979 à 1981
- Jan Kecskeméthy : de 1982 à 1986
- Jan Tuik : en 1986
- Ton van Linder : de 1987 à 1990
- Bert Bouwer : de 1990 à 2003
- Kari Aagaard : en 2003
- Olaf Schimpf : de 2003 à 2004
- Sjors Röttger : de 2004 à 2008
- Henk Groener : de 2009 à 2016
- Helle Thomsen : de 2016 à 2018
- Emmanuel Mayonnade : de 2019 à 2021
- Monique Tijsterman (nl) : en 2021
- Per Johansson : depuis 2022